# Clifton C. Edom
Clifton Cedric "Cliff" Edom (12 février 1907 à Baylis dans l'Illinois - 30 janvier 1991 à Branson dans le Missouri), qui a inventé le terme « Photojournalisme »,, est surnommé "le père du photojournalisme" pour son implication dans le développement du photojournalisme et l'éducation, décerné par la NPPA, un prix porte son nom - Clifton C. Edom Prix.

## Biographie
Après avoir reçu un certificat d'enseignement de la "Western Illinois State Teachers College", aujourd'hui "Western Illinois University", en 1925, Cliff Edom a fréquenté une école Linotype et travaillait pour plusieurs journaux. Il épousa Vilia Clarissa " Vi " Patefield (1908-2004) le 30 juin 1928 et le couple acheta "Edgar Nouvelles" à Edgar dans le Wisconsin, ils travaillèrent ensemble jusqu'en 1930, puis Cliff Edom a commencé à travailler avec le "Wausau Record- Herald" à Wausau, Wisconsin.
Cinq ans plus tard, les Edom avec leur fille Verna Mae "Vme", déménagèrent à Aurora dans le Missouri. Cliff devint directeur de l'éducation de TASOPE, l'école Aurora de photogravure, ainsi que rédacteur en chef de son magazine Le Tasope Nouvelles, PIX plus tard.
En 1943, Frank Luther Mott, doyen de l'École de journalisme Missouri School of Journalism de l'Université du Missouri à Columbia recruta Cliff Edom. Il obtient son diplôme en journalisme en 1946, organisa et dirigea le premier département du "photojournalisme". 
Vi Edom, sa femme, fut le directeur adjoint de la Missouri Press Association pendant 30 ans.
Cliff Edom était très impliqué dans le développement du photojournalisme, fondateur du concours Pictures of the Year International (POYi) en 1943, KappaAlpha Mu, a national photography honorary fraternity en 1944, et ,, Missouri Photo Workshop Year-by-Year en 1949, visant à enseigner les méthodes de recherche et d'observation. Roy Stryker, Russell Lee, Angus McDougall, parmi les nombreux furent professeurs à l'atelier. Le credo de Cliff Edom était de « Montrer la vérité avec un appareil photo. Idéalement vérité est une question d'intégrité personnelle. En aucun cas, une pose ou faux photographie sera tolérée ».
En 1955, Clifton C. Edom reçoit le "Joseph A. Sprague Memorial Award" de la part de National Press Photographers Association, qui est la « plus haute distinction dans le domaine du photojournalisme ».
Bien qu'il ait continué son implication avec l'école, Cliff Edom pris sa retraite de Missouri School of Journalism en 1972. Cliff Edom et son épouse créent « La Petite Galerie » à Forsyth dans le Missouri, et Edom a continué à enseigner à Crowder College à Neosho.
Les Edoms ont été honorés en 1977 de la médaille d'honneur du Missouri School of Journalism pour Service distingué en journalisme. Vi a également reçu le Prix mondial de la compréhension de la Photographic Society of America et la reconnaissance spéciale de la presse nationale Association des photographes. Cliff et Vi publié plusieurs livres. En 1993, les Edom étaient intronisés par l'Association de la presse Missouri.
Cliff Edom est décédé en 1991, son épouse quelques années plus tard en 2004. Vi Edom avait 96 ans, bien souvent éclipsée, ses contributions au photojournalisme sont indéniables et ont été distinguées par l'École Missouri School of Journalism par une médaille d'or, membre honoraire à vie de la National Press Photographers Association,.
Les documents de Clifton Edom, qui a inventé le terme «photojournalisme» , font partie de l'histoire des Nouveaux Médias et sont archivés au Centre Briscoe. Donnés en 2005 par sa fille, le "Dr Vme Edom Smith, la falaise" et "Vi Edom Collection" documentent le rôle vital de la photographie dans le photojournalisme.

## Distinction
- "Joseph A. Sprague Memorial Award" en 1955.
- Medaille d'honneur du Missouri School of Journalism

## Awards "C. Edom Clifton"
En 1991, la National Press Photographers Association a établi - le prix Clifton C. Edom, qui « reconnaît une personne dans la tradition de Cliff Edom pour inspirer et motiver les membres de la communauté du photojournalisme à atteindre de nouveaux sommets.»